# Tang Xijing
Tang Xijing (chinesisch 唐茜靖, Pinyin Táng Xījìng; * 3. Januar 2003) ist eine chinesische Kunstturnerin.

## Karriere
Tang nahm an den Olympischen Jugend-Sommerspielen 2018 in Buenos Aires teil. Sie gewann dort die Goldmedaille am Schwebebalken und die Bronzemedaille am Stufenbarren. Außerdem belegte sie vierte Plätze im Mehrkampf und im Bodenturnen.
Bei ihren ersten Weltmeisterschaften, 2019 in Stuttgart, gewann sie hinter Simone Biles die Silbermedaille im Mehrkampf. Mit der chinesischen Mannschaft erreichte sie im Mehrkampf den vierten Platz.
Bei den Olympischen Sommerspielen 2020 in Tokio zeigte Tang im Finale am Schwebebalken die Übung mit der höchsten Ausführung. Sie gewann im Gesamtergebnis hinter ihrer Landsfrau Guan Chenchen die Silbermedaille. Im Finale im Einzelmehrkampf erreichte Tang den siebten Platz. Mit der chinesischen Mannschaft erreichte sie im Finale ebenfalls den siebten Platz, wobei sie in allen vier Disziplinen für die Mannschaft antrat. 

## Galerie

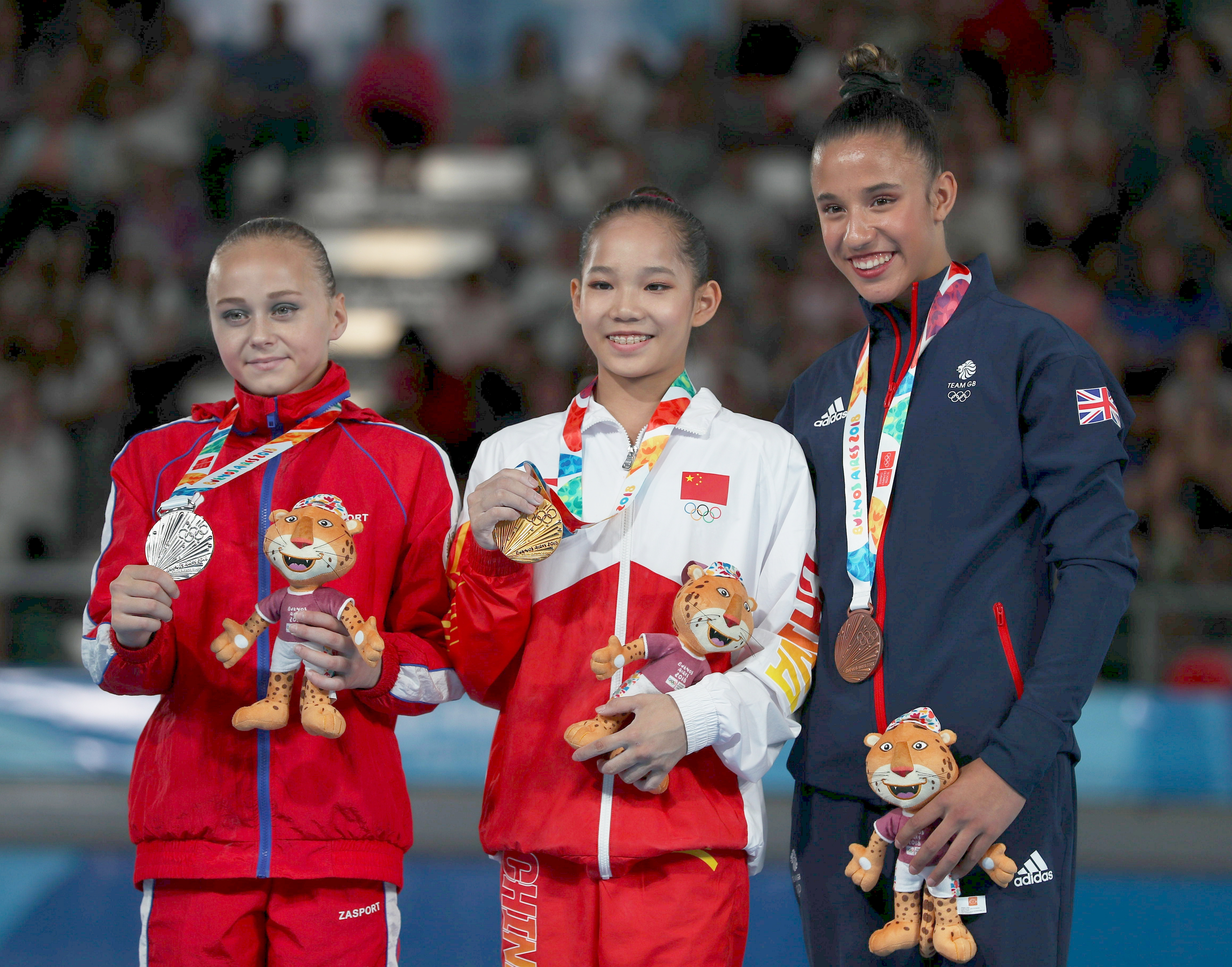
Siegerehrung Schwebebalken der Olympischen Jugendspiele 2018
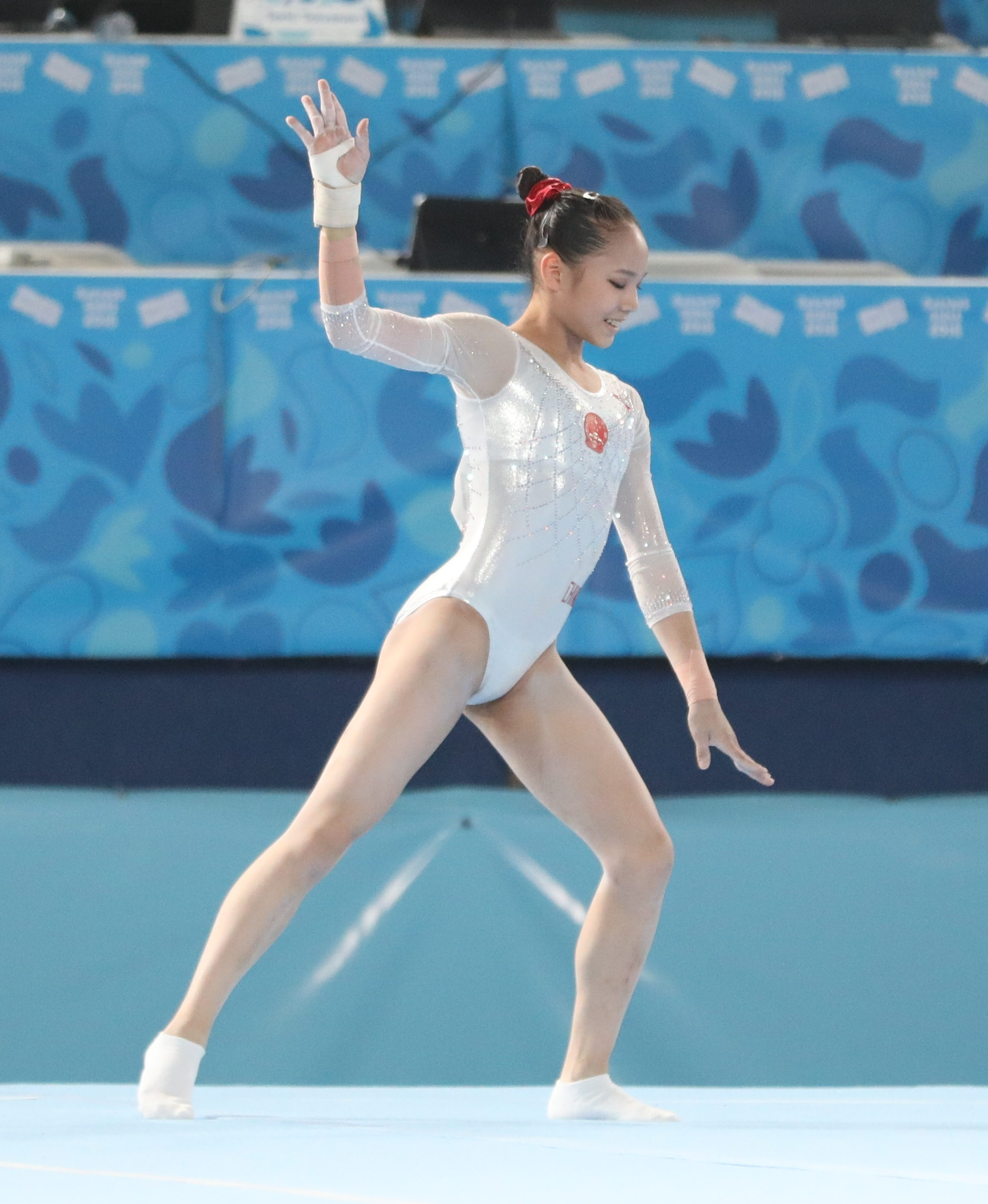
Tang beim Turnen am Boden,
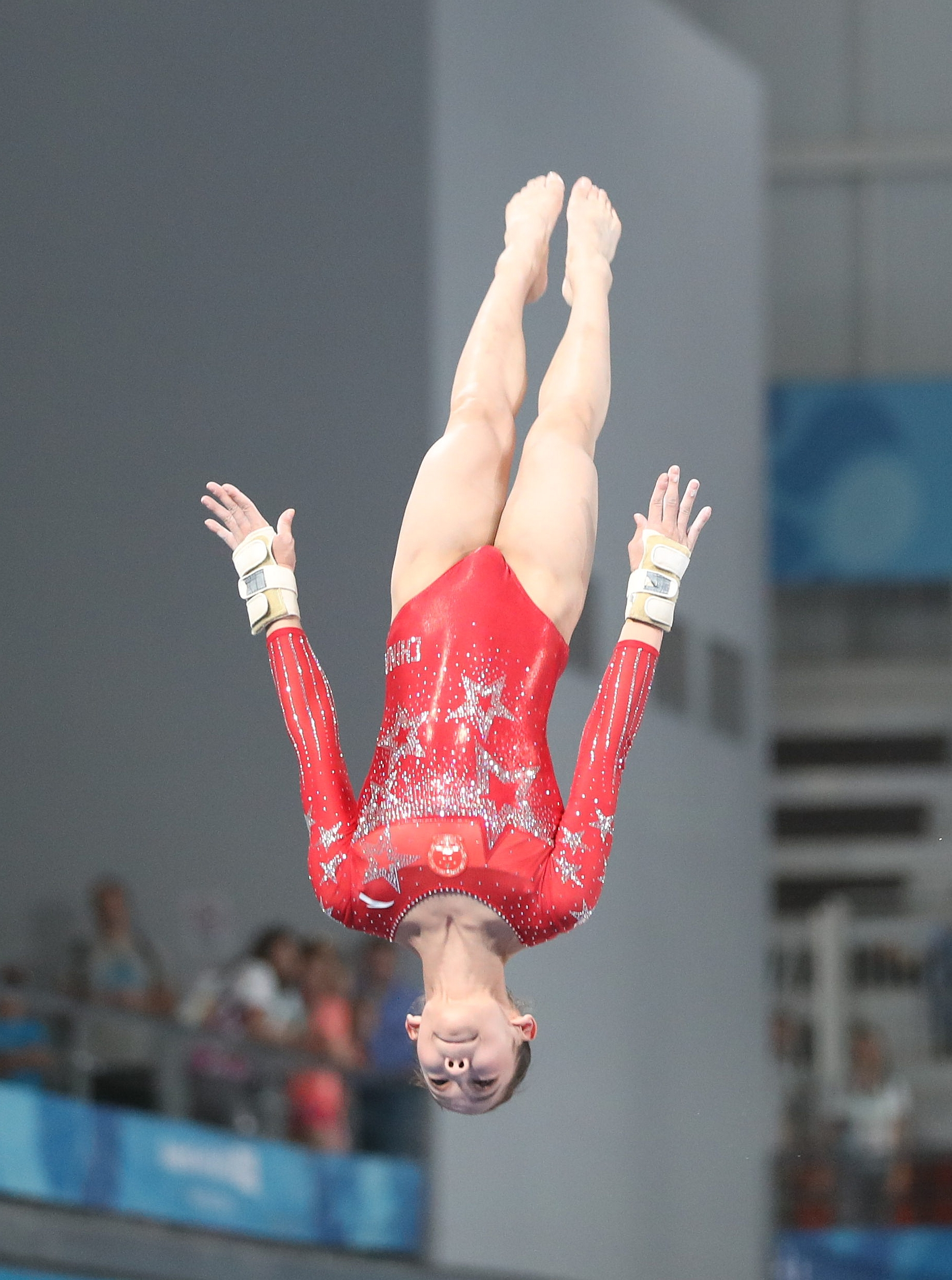
beim Sprung,
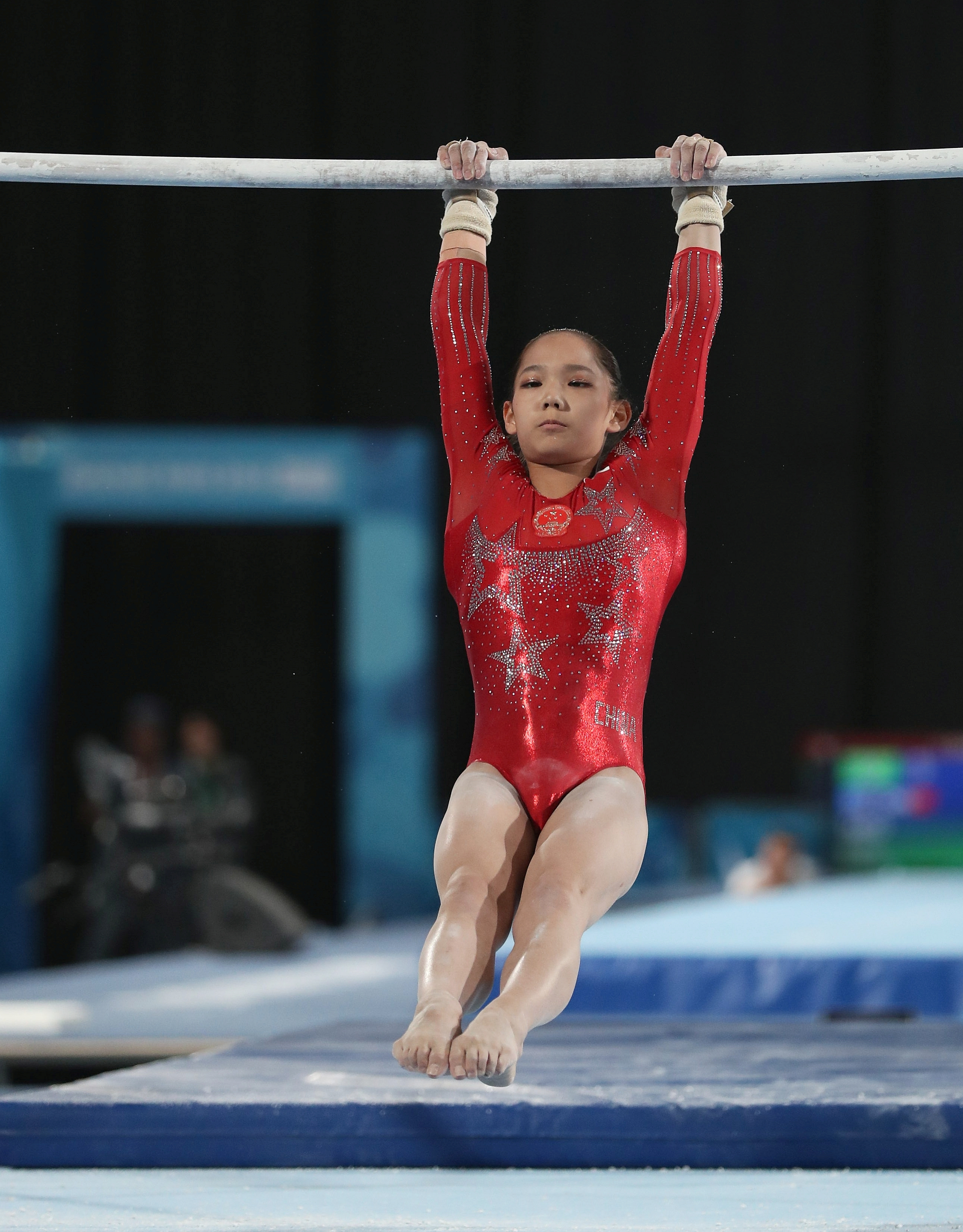
am Stufenbarren und
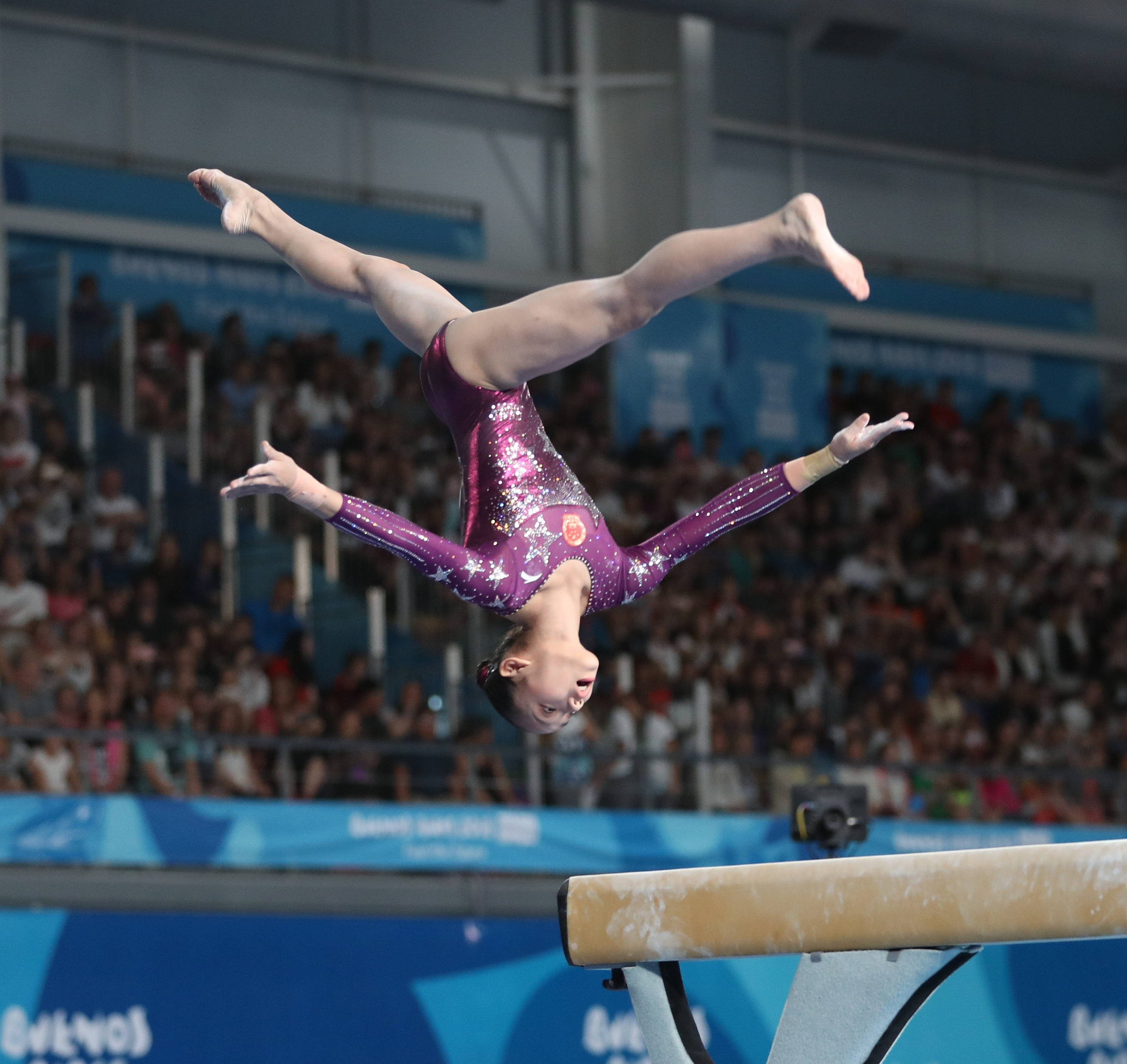
am Schwebebalken.